# جنيف (إلينوي)
جنيف (بالإنجليزية: Geneva, Illinois)‏ هي مدينة تقع في الولايات المتحدة في إلينوي. يقدر عدد سكانها بـ 21,707 نسمة .

## التركيبة السكانية
حدّد مكتب تعداد الولايات المتحدة بيانات التركيبة السكانية لجنيف في تعداد الولايات المتحدة. في ما يلي، التركيبة السكانية حسب تعدادي 2000 و2010.

### تعداد عام 2000
بلغ عدد سكان جنيف 19,515 نسمة بحسب تعداد عام 2000، وبلغ عدد الأسر 6,718 أسرة وعدد العائلات 5,185 عائلة مقيمة في المدينة. في حين سجلت الكثافة السكانية 741.2 نسمة لكل كيلومتر مربع (1,919.7/ميل2). وبلغ عدد الوحدات السكنية 6,895 وحدة بمتوسط كثافة قدره 261.9 لكل كيلومتر مربع (678.3/ميل2).
وتوزع التركيب العرقي للمدينة بنسبة 96.50% من البيض و1.02% من الأمريكيين الأفارقة و0.06% من الأمريكيين الأصليين و1.25% من الأمريكيين ذوي الأصول الآسيوية و0.03% من سكان جزر المحيط الهادئ و0.58% من الأعراق الأخرى و0.56% من عرقين مختلطين أو أكثر و2.77% من الهسبانيون أو اللاتينيون من أي عرق.
بلغ عدد الأسر 6,718 أسرة كانت نسبة 46.2% منها لديها أطفال تحت سن الثامنة عشر تعيش معهم، وبلغت نسبة الأزواج القاطنين مع بعضهم البعض 68% من أصل المجموع الكلي للأسر، ونسبة 6.8% من الأسر كان لديها معيلات من الإناث دون وجود شريك،  بينما كانت نسبة 2.4% من الأسر لديها معيلون من الذكور دون وجود شريكة وكانت نسبة 22.8% من غير العائلات. تألفت نسبة 19.2% من أصل جميع الأسر من عدة أفراد يعيشون في نفس المنزل ونسبة 6% كانت تتألف من شخص يعيش بمفرده يبلغ من العمر 65 عاماً أو أكثر. وبلغ متوسط حجم الأسرة المعيشية 2.85، أما متوسط حجم العائلات فبلغ 3.31.
بلغ العمر الوسطي للسكان 36.2 عاماً. وكانت نسبة 31.4% من القاطنين تحت سن الثامنة عشر، وكانت نسبة 5.1% بين الثامنة عشر والرابعة والعشرين عاماً، ونسبة 30.8% كانت واقعةً في الفئة العمرية ما بين الخامسة والعشرين والرابعة والأربعين عاماً، ونسبة 22.3% كانت ما بين الخامسة والأربعين والرابعة والستين، ونسبة 8.4% كانت ضمن فئة الخامسة والستين عاماً فما فوق. يوجد لكل 100 أنثى 98.4 ذكر، ويوجد لكل 100 أنثى في الثامنة عشر من عمرها فما فوق 94.6 ذكر.
بلغ متوسط دخل الأسرة في المدينة 77,299 دولارًا، أما متوسط دخل العائلة فبلغ 88,852 دولارًا. وكان متوسط دخل الذكور 65,103 دولارًا مقابل 38,520 دولارًا للإناث. وسجل دخل الفرد الخاص بالمدينة 33,026 دولارًا. وكانت نسبة 1.6% من العائلات ونسبة 2.2% من السكان تحت خط الفقر، وكان من هؤلاء نسبة 1.6% تحت سن الثامنة عشر ونسبة 4.9% في الخامسة والستين من العمر وما فوق.

### تعداد عام 2010
بلغ عدد سكان جنيف 21,495 نسمة بحسب تعداد عام 2010، وبلغ عدد الأسر 7,865 أسرة وعدد العائلات 5,927 عائلة مقيمة في المدينة. في حين سجلت الكثافة السكانية 816.4 نسمة لكل كيلومتر مربع (2,114.5/ميل2). وبلغ عدد الوحدات السكنية 8,278 وحدة بمتوسط كثافة قدره 314.4 لكل كيلومتر مربع (814.3/ميل2).
وتوزع التركيب العرقي للمدينة بنسبة 94.77% من البيض و0.51% من الأمريكيين الأفارقة و0.07% من الأمريكيين الأصليين و2.20% من الأمريكيين ذوي الأصول الآسيوية و0.02% من سكان جزر المحيط الهادئ و1.19% من الأعراق الأخرى و1.25% من عرقين مختلطين أو أكثر و4.85% من الهسبانيون أو اللاتينيون من أي عرق.
بلغ عدد الأسر 7,865 أسرة كانت نسبة 38.6% منها لديها أطفال تحت سن الثامنة عشر تعيش معهم، وبلغت نسبة الأزواج القاطنين مع بعضهم البعض 63.8% من أصل المجموع الكلي للأسر، ونسبة 8.6% من الأسر كان لديها معيلات من الإناث دون وجود شريك،  بينما كانت نسبة 2.9% من الأسر لديها معيلون من الذكور دون وجود شريكة وكانت نسبة 24.6% من غير العائلات. تألفت نسبة 20.8% من أصل جميع الأسر من عدة أفراد يعيشون في نفس المنزل ونسبة 7.9% كانت تتألف من شخص يعيش بمفرده يبلغ من العمر 65 عاماً أو أكثر. وبلغ متوسط حجم الأسرة المعيشية 2.72، أما متوسط حجم العائلات فبلغ 3.18.
بلغ العمر الوسطي للسكان 41.5 عاماً. وكانت نسبة 27% من القاطنين تحت سن الثامنة عشر، وكانت نسبة 6.8% بين الثامنة عشر والرابعة والعشرين عاماً، ونسبة 21.9% كانت واقعةً في الفئة العمرية ما بين الخامسة والعشرين والرابعة والأربعين عاماً، ونسبة 33% كانت ما بين الخامسة والأربعين والرابعة والستين، ونسبة 11.2% كانت ضمن فئة الخامسة والستين عاماً فما فوق. وتوزع التركيب الجنسي للسكان بنسبة 49% ذكور و51% إناث.

## المدن التوأمة
مدينة Croissy-sur-Seine هي مدينة توأمة لـجنيف (إلينوي).

## أعلام
- إدموند ويلسون
- ميلتون إل. كنودسون
- بوبي جيمسون
- جون تايلور
- أل كوروين
- بوب ودورد